# 41e division d'infanterie (Allemagne)
Pour les articles homonymes, voir 41e division d'infanterie.
La 41e division d'infanterie est une des divisions d'infanterie de l'armée allemande (Wehrmacht) durant la Seconde Guerre mondiale.

## Création
Initialement, créée comme le 41e division de forteresse à Bruck en 1943, elle devient une division d'infanterie en janvier 1945.

## Théâtres d'opérations
En 1943, elle est basée dans le Péloponnèse en Grèce, commandé par le général Helmut Felmy.
En 1945, dans le cadre de la lutte contre les Partisans elle participe à l'Opération Frühlingssturm.
Elle combat l'armée rouge en Yougoslavie, vers les rivières Sava Bohinjka et Drava.
La division se rend à Zagreb le 8 mai 1945.